# Leslie Grossman
Leslie Erin Grossman (Los Angeles, 25 oktober 1971) is een Amerikaans actrice. Ze is gekend om haar rol als Lauren in de sitcom What I Like About You, als Mary Cherry in Popular en verschillende rollen in American Horror Story.

## Filmografie

### Film
| Jaar | Titel                                 | Rol        |
| ---- | ------------------------------------- | ---------- |
| 1998 | The Opposite of Sex                   | Studente   |
| 1998 | Can't Hardly Wait                     | Vriendin   |
| 2005 | Miss Congeniality 2: Armed & Fabulous | Pam        |
| 2006 | Running with Scissors                 | Sue        |
| 2007 | Itty Bitty Titty Committee            | Maude      |
| 2009 | Spring Breakdown                      | Prostituee |

### Televisie
| Jaar      | Titel                                      | Rol                                 |
| --------- | ------------------------------------------ | ----------------------------------- |
| 1999–2001 | Popular                                    | Mary Cherry                         |
| 2003–2006 | What I Like About You                      | Lauren                              |
| 2006      | The Jake Effect                            | Kimmy Ponder                        |
| 2009–2010 | 10 Things I Hate About You                 | Darlene Tharp                       |
| 2017      | American Horror Story: Cult                | Meadow Wilton / Patricia Krenwinkel |
| 2018      | American Horror Story: Apocalypse          | Coco St. Pierre Vanderbilt          |
| 2019      | American Horror Story: 1984                | Margaret Booth                      |
| 2024      | Monsters: The Lyle and Erik Menendez Story | Judalon Smyth                       |